# Glazbena kutijica
Glazbena kutijica je fantastični dječji roman autorice Norme Šerment objavljen u veljači 2015. Roman govori o dvije djevojčice, Niki i Petri, koje pronađu čarobnu kutiju i pokrenu niz tajanstvenih i čarobnih događaja u koje su upleteni i egipatski bogovi. Objavljen je u Algoritmu uz potporu Ministarstva kulture Republike Hrvatske.

## Radnja
Nika ima dvanaest godina i s majkom se nedavno doselila u novi kvart u kojem joj se baš ništa ne sviđa: okoliš je jadan, škola dosadna, a posebice je muči to što nema ni jedne prijateljice. No, kad slučajno upozna vršnjakinju Petru, sve se mijenja. Petra stanuje s mamom i malim bratom u istoj zgradi, a stan im je prepun čudnih kartonskih kutija nepoznata sadržaja. Što je u kutijama? U potrazi za pustolovinom djevojčice će jednu otvoriti i u njoj pronaći tajanstvenu glazbenu kutijicu ukrašenu neobičnim slikama i simbolima koji podsjećaju na egipatske hijeroglife. A iz kutijice će ispasti tri čudna predmeta: starinska fotografija nepoznata dječaka s malim bijelim psom na rukama, zlatno ptičje pero i, naposljetku, fotografija Petrina očuha. Nedugo nakon toga počnu se događati čudne stvari, a Nika i Petra se nađu u središtu mračnih zbivanja…